# Почётные граждане Дзержинска
Почётные граждане Дзержинска — перечень лиц, удостоенных звания почётного гражданина города Дзержинска в Нижегородской области России.
Звание является наградой городского округа город Дзержинск и присваивается за особые заслуги перед жителями города Дзержинска в области промышленного и сельскохозяйственного производства, науки, образования, культуры, физкультуры и спорта, социального обеспечения и обслуживания населения, защиты жизни, здоровья, прав и свобод граждан, других сферах деятельности

## История
Звание введено в 2009 году Постановлением Городской Думы г. Дзержинска Нижегородской области от 6 октября 2009 г. N 508 "Об утверждении Положения о присвоении звания «Почётный гражданин города Дзержинска» (с изменениями от 23 марта 2010 г.)

## Список
- Авенян, Владимир Амбарцумович (1941-22.07.2015)
- Алексеев, Александр Васильевич (1929 — 11.09.2014)
- Аршинов, Михаил Александрович (род. 1958)
- Балашова, Нина Тимофеевна (1933—2006)
- Боев, Иван Тихонович (1924—н2017)
- Вавилов, Николай Иванович (1941—2008)
- Гоциридзе (Гоцеридзе), Михаил Давидович (1905—1993)
- Гузеев, Валентин, Васильевич (1936-10.10.2015)
- Данов, Сергей Михайлович (род. 1936)
- Жуковский, Борис Иванович (1921—2001)
- Зайцев, Иван Степанович (1928—1994)
- Зимин, Николай Андреевич (род. 1952)
- Ильяшевич, Иван Никифорович  (1910—1999)
- Клюев, Константин, Иванович  (1920—2009)
- Колесникова, Нина Павловна (род. 1943)
- Конышева, Мария Васильевна (род. 1920)
- Кузнецов, Всеволод Вячеславович (1930—2002)
- Кузнецов, Николай Михайлович (род. 1949)
- Кузнецов, Николай Филиппович  (1923—2000)
- Кулепов, Виктор Фёдорович (род. 1950)
- Кусакин, Алексей Фёдорович (1908—1997)
- Лапутин, Николай Михайлович (1930-28.08.2011)
- Макаров, Юрий Викторинович (1933—2009)
- Макарьева, Нина Анатольевна (род. 1942)
- Москвилин, Анатолий Петрович (род. 1935)
- Муханов, Анатолий Александрович (род. 1933)
- Нахлас Лев, Аронович (род. 1945)
- Папертев, Эдуард Алексеевич (род. 1940)
- Патоличев, Николай Семёнович  (1908—1989)
- Петрищев, Алексей Георгиевич  (1924—1986)
- Пигалицын, Лев Васильевич
- Поляшов, Илья Александрович (1958-21.02.2013)
- Пухов, Борис Михайлович (род. 1954)
- Ретюнских, Дмитрий Петрович (1928—2005)
- Сажин, Вячеслав Иванович (1935—2000)
- Сергиенко, Анатолий Фёдорович (1927—1992)
- Сипров, Владимир Владимирович (род. 1954)
- Стронгин, Григорий Михайлович (1909—1989)
- Сурков, Рудольф Иванович (род. 1935)
- Сухаренко, Михаил Фёдорович (1907—1993)
- Труб, Евгений Маркович (род. 1948)
- Тюгин, Вячеслав Геннадьевич (род. 1929)
- Умяров, Зяки Ахмярович (род. 1952)
- Филиппов, Александр Игнатьевич (1915—1999)
- Хвиливицкая, Лидия Александровна (1916- 26.08.2007)
- Чумазин, Валерий Анатольевич (род. 1953)
- Шамин, Сергей Алексеевич (род. 1953)
- Шарова, Ольга Николаевна (1917—2000)
- Шевляков, Устин Петрович (1899—1980)
- Шеин, Анатолий Алексеевич (род. 1956)
- Шлыков, Александр Александрович (1934 — 24.10.2012)
- Юлин, Юрий Алексеевич (1928—2004)